# Shide (shinto)
Ne doit pas être confondu avec Shide (moine).
Un shide (紙垂, 四手) est une banderole de papier en forme de zigzag, souvent attachée à un shimenawa ou à un tamagushi, et utilisée dans des rituels shinto. Un de ces rituels populaires utilise un haraegushi, ou « baguette magique de foudre », orné de shide. Un prêtre shinto agite le haraegushi au-dessus d'une personne, d'un objet, ou d'un bien nouvellement acheté, tel un bâtiment ou une voiture. La baguette magique ondule à un rythme lent, mais avec suffisamment de force pour que les bandes de shide bruissent à chaque passage.
Pour les nouvelles propriétés, un rituel similaire appelé jijin sai est effectué avec un haraegushi, une petite poignée de terre (enfermée avec un shimenawa), et du saké rituellement purifié connu sous le nom d'o-miki. Le haraegushi a été employé pendant des siècles dans les cérémonies shinto et présente des similitudes dans la culture aïnou. Dans celle-ci, une branche de saule lisse, appelée inaw ou inau, ressemblant fortement au haraegushi shinto, est employée dans des rituels de bénédiction semblables.

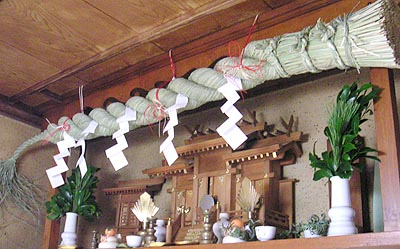
Shide attachés par des shimenawa dans un sanctuaire shinto.
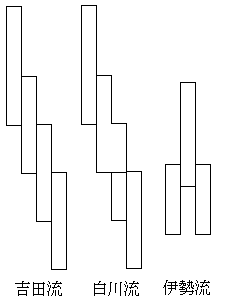
Types de pliages de shide.
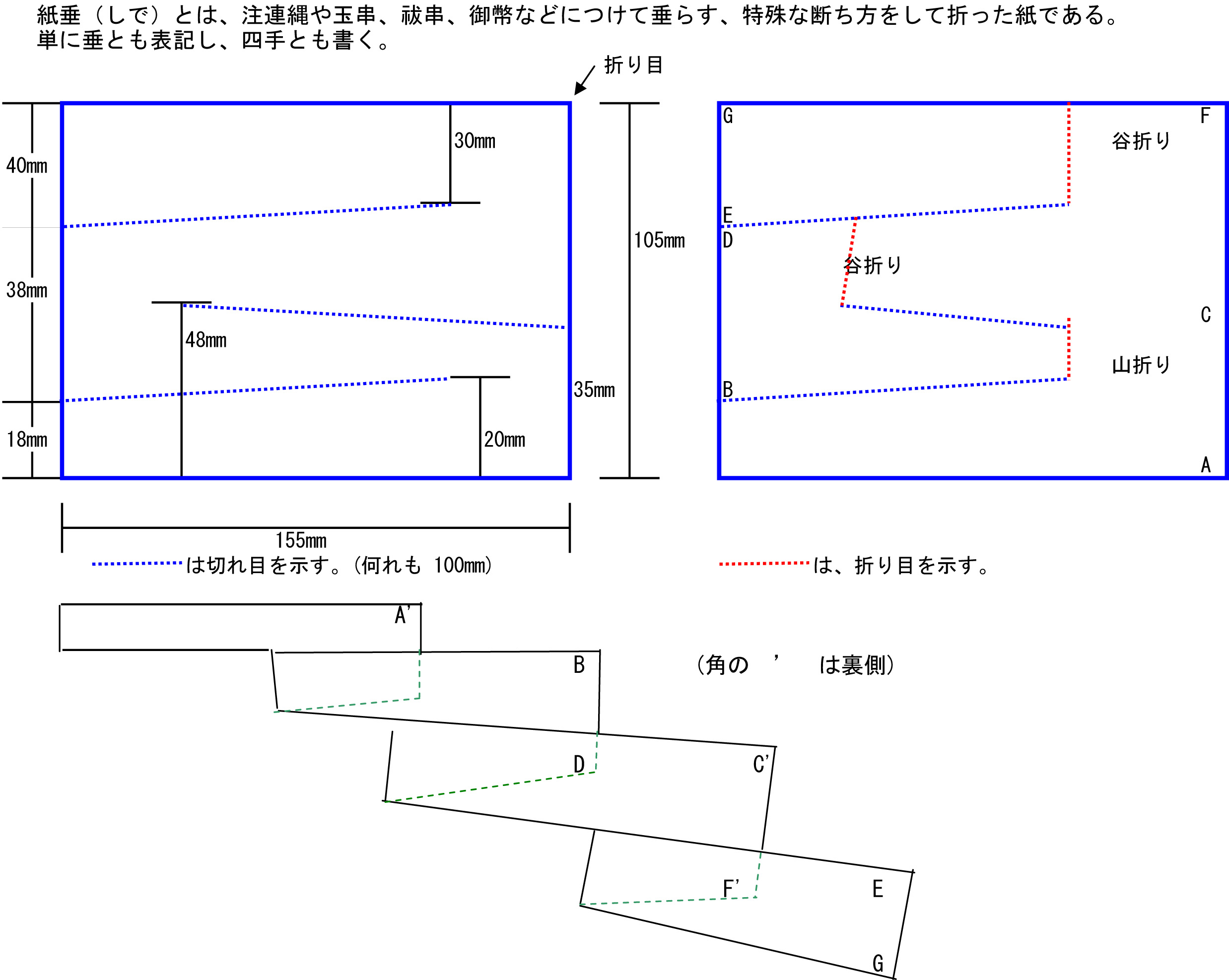
Méthode de pliage de shide.